# Дантон (фильм)
«Дантон» (фр. Danton) — экранизация пьесы Станиславы Пшибышевской «Дело Дантона» (1929), выполненная польским режиссёром Анджеем Вайдой после переезда во Францию в 1982 году (вслед за разгоном «Солидарности» и интернированием её лидеров). Фильм вызвал неоднозначную реакцию во Франции и за её пределами, но всё же удостоился премий BAFTA и «Сезар».

## Сюжет
Париж, холодная весна второго года Республики (1794). С сентября 1793 года страна живёт по законам революционного террора. Дантон, самый популярный в народе лидер революции, возвращается в столицу в надежде положить конец репрессиям; при въезде в город его встречает мрачно поблёскивающая в лунном свете гильотина. Дантону противостоит радикальный Комитет общественного спасения, возглавляемый Робеспьером. На стороне Дантона — журналист Демулен с безгранично преданной супругой.
После долгих колебаний и попыток переманить Дантона и Демулена на свою сторону, Робеспьер принимает решение об их аресте; оно будет исполнено в ночь с 9 на 10 жерминаля (29—30 марта 1794 года). Пламенный ораторский дар Дантона, оставленного сторонниками и к тому же замешанного в коррупции, не помогает ему справиться с противниками. Скорый и неправедный суд отправляет Дантона на гильотину (16 жерминаля, или 5 апреля 1794 года).
Перед смертью Дантон успевает произнести бессмертные речи о том, что «революция пожирает своих детей», и предречь скорое падение Робеспьера. Знакомые с историей вспомнят, что его пророчество сбылось.

## Приём критиками
Французские критики болезненно отнеслись к историческим неточностям, заложенным в пьесе Пшибышевской, и увидели в «Дантоне» не столько полноценный исторический фильм, сколько завуалированный комментарий к недавним политическим событиям, которые заставили Вайду покинуть Польшу. Дантона сравнивали с «народным трибуном» Лехом Валенсой, а Робеспьера — с оторвавшимся от народа «диктатором» Ярузельским; Вайде отводилось место наблюдателя — художника Давида. В интервью газете Le Monde после выхода фильма Вайда отрицал такие параллели, в общих чертах отождествляя Робеспьера с Восточной Европой, а Дантона — с Западной.
Фильм критиковали (либо хвалили) за статичность, которая оставляет по себе ощущение театральной постановки. «В соответствии с камерной природой этой революции, „Дантон“ разворачивается в цепочку по большей части приватных, рельефно обрисованных столкновений между Дантоном, здоровяком с развитым чувством здравого смысла, и стальным Робеспьером», — написала The New York Times, отметившая также «единственную в своём роде и несколько жутковатую фамильярность» отношений между центральными фигурами революции. Неизбежные сцены с участием массовки, по-видимому, интересовали режиссёра в меньшей степени, ибо они сильно проигрывают по глубине психологическим баталиям двух главных героев.

## В ролях
- Жерар Депардьё — Дантон
- Войцех Пшоняк — Робеспьер
- Патрис Шеро — Демулен
- Ролан Бланш — Лакруа
- Ангела Винклер — Люсиль Демулен
- Богуслав Линда — Сен-Жюст
- Тадеуш Хук — Кутон
- Анджей Северин — Франсуа Луи Бурдон
- Жак Вильре — Франсуа Жозеф Вестерман
- Мариан Коциняк — Жан-Батист Робер Ленде
- Марек Кондрат — Бертран Барер де Вьёзак
- Роже Планшон — Фукье-Тенвиль
- Анн Альваро — Элеонора Дюпле
- Леонард Петрашак — Карно
- Чеслав Воллейко — Вадье
- Кшиштоф Глобиш — Амар
- Малгожата Зайончковская — горничная
- Артюс де Пенгрен

## Психологический поединок

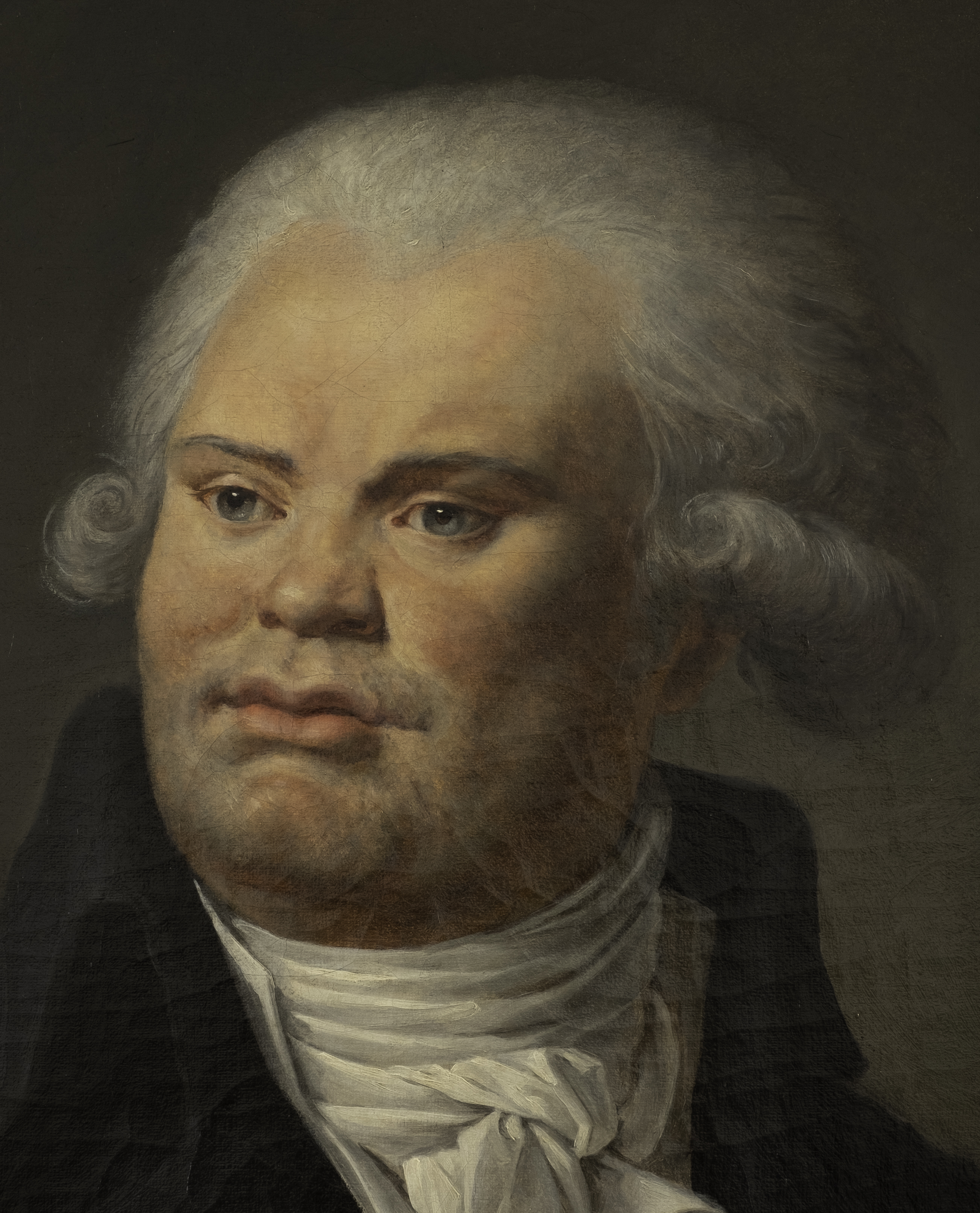
К.-М. Шарпантье. Портрет Дантона (фрагмент). Париж, музей Карнавале.

В пьесе Пшибышевской подлинным героем выведен Робеспьер; Дантон же, наоборот, пирует, когда парижане гибнут от голода. Вайда в своём фильме несколько смещает акценты, притушёвывая обвинения Дантона в чёрствости и продажности. Для него за Дантоном стоит здоровый капиталистический миропорядок, а на Робеспьера падает мертвенная тень головных, умозрительных построений социализма. Неслучайно всех радикалов в фильме играют польские актёры, а сторонников Дантона — французы.
Психологический интерес фильма держится на дуэли двух выдающихся актёров — Пшоняка и Депардьё. Идеалистические речи, выкрикиваемые охрипшим Дантоном в зале суда, напомнили Роджеру Эберту общение футбольного тренера с игроками во время пятнадцатиминутки. Вопреки намерениям режиссёра и названию киноленты, многие обозреватели посчитали самой запоминающейся и трагичной фигурой фильма скорее Робеспьера в исполнении Пшоняка. В отличие от Дантона, который так и остаётся цельной глыбой, характер Робеспьера по ходу действия претерпевает существенную эволюцию.

## Нарратология
В первой половине фильма Дантон совершенно пассивен; требуется определённое знание истории, чтобы понять, чем он заслужил фанатичную преданность парижан. Режиссёр не тратит время на представление и других своих героев. Только в середине фильма впервые произносится имя того или иного второстепенного персонажа, и зритель понимает, кто из них — Тальен, а кто — Кутон.
Перед казнью Дантон предсказывает, что Робеспьер последует за ним на гильотину через несколько месяцев. Момент расплаты его противника в фильме не показан, но контрапункт образов гордо поднимающегося на эшафот Дантона и дрожащего в своей постели Робеспьера не оставляет сомнений во внутреннем надломе последнего и в тупиковости выбранного им пути.

## Награды
- 1982 — Приз Луи Деллюка (Анджей Вайда).
- 1983 — премия «Сезар» за лучшую режиссуру (Анджей Вайда), а также 4 номинации: лучший фильм (Анджей Вайда), лучший адаптированный сценарий (Жан-Клод Каррьер), лучший актер (Жерар Депардьё), лучший звук.
- 1983 — приз Монреальского кинофестиваля за лучшие актёрские работы (Жерар Депардьё и Войцех Пшоняк).
- 1983 — приз «Золотой Хьюго» за лучший фильм на Чикагском кинофестивале.
- 1984 — премия BAFTA за лучший зарубежный фильм.